# شهریار، اردوباد
شهریار، اردوباد (به ترکی آذربایجانی: Şəhriyar) یک منطقهٔ مسکونی در جمهوری آذربایجان است که در جمهوری خودمختار نخجوان واقع شده‌است. شهریار ۳۰۹ نفر جمعیت دارد.